# Бездомов Григорій Андрійович
Григорій Андрійович Бездомов (18 серпня 1906, село Бісерова Бугаївської волості Шадринського повіту Пермської губернії, тепер Катайського району Курганської області, Російська Федерація — 13 жовтня 1981, місто Челябінськ, тепер Російська Федерація) — радянський державний діяч, голова виконавчого комітету Челябінської обласної ради. Депутат Верховної ради Російської РФСР 3-го скликання. Депутат Верховної ради СРСР 4-5-го скликань.

## Життєпис
Народився в селянській родині. Трудову діяльність розпочав у 1920 році в комуні «Прогрес».
У 1923 році закінчив Свердловську школу радянського та партійного будівництва 2-го ступеня та продовжував працювати в комуні.
Член РКП(б) з 1925 року.
З 1926 по 1928 рік — на комсомольській роботі.
З 1928 по 1929 рік служив у Червоній армії, брав участь у придушенні національних виступів у Закавказзі. У 1929—1931 роках — відповідальний секретар полкового бюро ВЛКСМ 6-го кавалерійського полку ОДПУ СРСР.
Після закінчення підготовчих курсів у 1931 році вступив до Уральського машинобудівного інституту в місті Свердловську та закінчив в 1933 році три курси.
У 1933—1937 роках — заступник начальника політичного відділу Калинівського радгоспу Камишловського району Уральської (потім Свердловської) області.
У 1937 — лютому 1939 року — 1-й секретар Камишловського районного комітету ВКП(б) Свердловської області.
У 1939—1943 роках — 1-й секретар Глядянського районного комітету ВКП(б) Челябінської області; начальник політичного сектора Челябінського обласного земельного відділу.
У 1943—1946 роках — секретар виконавчого комітету Челябінської обласної ради депутатів трудящих; 1-й секретар Варненського районного комітету ВКП(б) Свердловської області.
У 1946—1949 роках — 3-й секретар Челябінського обласного комітету ВКП(б).
5 липня 1949 — березень 1961 року — голова виконавчого комітету Челябінської обласної ради депутатів трудящих.
З 1961 року — персональний пенсіонер у місті Челябінську.
Помер 13 жовтня 1981 року в Челябінську.

## Нагороди
- орден Леніна
- орден Трудового Червоного Прапора
- медаль «За трудову доблесть»
- Велика золота медаль ВДНГ
- медалі